# TAB the Band
TAB the Band ist eine Hard-Rock-Band aus Duxbury, Massachusetts. Die Band gehört gemeinsam mit The Answer, Silvertide, Jet, Doomfoxx u. a. zu den Vertretern der sog. „Neuen Goldenen Generation“ der Rock-Musik, die seit Anfang des 21. Jahrhunderts diese Musikrichtung unbeeinflusst von den Auswirkungen des Grunge-Hypes fortsetzt. Inspiriert von The Beatles, The Rolling Stones, Led Zeppelin, Free, The Yardbirds, The Who und Jimi Hendrix spielen TAB the Band Hard Rock in der Tradition der 1960er und frühen 1970er Jahre. Zum Markenzeichen der Band zählen zweistimmige Gesangspartien.

## Bandgeschichte
Gegründet wurde TAB the Band 2006 eher zufällig. Als Tony Perry, der zu dieser Zeit an der Westküste der Vereinigten Staaten lebte, im Sommer seinen Bruder Adrian an der Ostküste besuchte, verbrachten die beiden ihre Zeit zunächst damit, Techno-Stücke und Rap-Songs zu produzieren, die sie für ihre Freunde aufnahmen. Als Tony seinen Freund Ben Tileston zu den Sessions einlud, wandelte sich die musikalische Ausrichtung schlagartig, und es entstand der Sound von TAB the Band. Der Name der Gruppe setzt sich aus den Anfangsbuchstaben der Vornamen der Gruppenmitglieder zusammen. Um nicht mit dem Softdrink TAB von Coca-Cola verwechselt zu werden, wurde „the Band“ ergänzt. Als Trio produzierte TAB the Band die ersten EPs und die beiden Longplayer Pulling Out Just Enough to Win und Long Weekend. Seit 2009 vervollständigt Rhythmus-Gitarrist Lou Jannetty die Formation.
Von 2007 an war die Band auf Tour in den USA und in Großbritannien zusammen mit namhaften Hauptacts wie Dinosaur Jr., den Stone Temple Pilots und Scott Weiland. 2010 trat TAB the Band in London als Vorgruppe für die Gruppe Aerosmith auf, in der der Vater von Tony und Adrian Perry, Rock-Legende Joe Perry Gitarre spielt. Ebenfalls 2010 kürte der Rockmusiker und Radiomoderator Little Steven die Veröffentlichung Run Away von TAB the Band zum coolsten Song der Welt. 2011 wurde die Band in der Rubrik High Hopes des Classic Rock Magazine als Zukunft der Rockmusik beschrieben.

## Sonstiges
Sänger und Bassist Adrian Perry vereinbart die professionelle Musiker-Karriere derzeit noch mit seinem Beruf als Rechtsanwalt in New York City.

## Diskografie
- The Xmass EP (EP, 2007)
- The 34% Louder EP (EP, 2008)
- Pulling Out Just Enough to Win (CD, 2008)
- Long Weekend (CD, 2008)
- Zoo Noises (CD, 2010)